# 懷信可汗
懷信可汗（？—805年），全称爱腾里逻羽录没密施合胡禄骨咄录昆伽怀信可汗，名骨咄禄，𨁂跌氏，是回鹘汗国的第七任可汗。
骨咄禄少年时成为孤儿，聪明能干，得到顿莫贺达干的喜爱，养为义子，让其带兵作战，常立奇功。顿莫贺达干自立为可汗，提升他为宰相，有战功，为诸部所畏敬。790年，忠贞可汗被毒死后，起兵杀篡位者，拥忠贞可汗子阿啜为奉诚可汗。与大相颉干迦斯共辅佐。795年，奉诚可汗死，无子。宰相骨咄禄被大臣们拥立为滕里啰羽录没蜜施合胡禄毗伽可汗。自此回鹘汗国可汗由药罗葛氏转入𨁂跌氏，冒姓药罗葛。依俗复娶咸安公主。遣使赴唐朝，唐朝册封他为懷信可汗。懷信可汗在位时，回鹘汗国兴盛，在与吐蕃争战中居优势，多次击败吐蕃，取凉州、占北庭、龟兹，继承唐朝成为漠北和西域的天可汗。向西扩境至拔贺那国（费尔干纳），重开东西交通。805年，懷信可汗死，子滕里可汗俱禄毗伽继位。